# Кашине Сонцоњи-Вецоли (Милано)
Кашине Сонцоњи-Вецоли је насеље у Италији у округу Милано, региону Ломбардија.
Према процени из 2011. у насељу је живело 31 становника. Насеље се налази на надморској висини од 172 м.